# Jorge David Monsalve
Jorge David Monsalve Velásquez, fue un músico y compositor colombiano. De seudónimo "Marfil", nació el 8 de diciembre de 1917 en el municipio de Liborina (Antioquia) y murió en Buenos Aires (Argentina) el 3 de diciembre de 1986.
Inició su vida laboral en la ciudad de Medellín vendiendo periódicos tras salir de su pueblo natal, Liborina Antioquia, en búsqueda de un mejor futuro.
Su interés en el canto, la música y el arte lo condujeron a la capital de la república ingresando a una compañía de ópera en Bogotá.
Partió a Buenos Aires donde se casó con Edmee Cagnolly, allí realizó su carrera musical y vivió el resto de su vida en la capital argentina.
Conformó los duetos: Marfil y Ébano, Marfil y Morales, Marfil y Valencia.
Su principal y reconocida obra es la canción "El camino del café" la cual evocaría las montañas, paisajes, costumbres y laboriosidad de su tierra.
Otra obra reconocida es "El vendedor de cocos" que grabó con la orquesta de Eduardo Armani, representando la alegría del Caribe colombiano.
"Quítale las balas a tu fusil" le mereció el primer puesto en un concurso de autores latinoamericanos en Montevideo.